# 浦添前田駅
浦添前田駅（うらそえまえだえき）は、沖縄県浦添市前田二丁目にある、沖縄都市モノレール線（ゆいレール）の駅である。駅番号は18。浦添市中心部の最も近くに位置する。沖縄県では最北端に位置する駅である。

## 歴史
駅名決定前の仮称は「前田駅」（まえだえき）。浦添市の提案したルート案では「浦添グスク駅」（うらそえグスクえき）の仮称が使用されていた。

### 年表
- 2012年（平成24年）1月26日：前田駅（仮称）を含む延伸区間の軌道事業特許が認可[5]。
- 2013年（平成25年）11月2日：前田駅（仮称）を含む延伸区間の起工式を実施[3]。
- 2014年（平成26年）12月26日：駅名を「浦添前田駅」に決定する[6]。
- 2019年（令和元年）10月1日：首里駅 - てだこ浦西駅間延伸開業に伴い開業[7][1][2]。
- 2020年（令和2年）3月10日：ICカード「Suica」の利用が可能となる[8][9][10]。

## 駅構造
島式ホーム1面2線を有する高架駅である。エスカレーター・エレベーター設置。

### のりば
| 番線 | 路線                  | 方向 | 行先           |
| ---- | --------------------- | ---- | -------------- |
| 1    | ■沖縄都市モノレール線 | 下り | てだこ浦西方面 |
| 2    | ■沖縄都市モノレール線 | 上り | 那覇空港方面   |

## 利用状況
2022年度の1日平均乗車人員は612人である。
開業後の1日平均乗降人員および乗車人員の推移は下記の通り。
| 年度               | 1日平均 乗降人員 | 1日平均 乗車人員 | 出典 |
| ------------------ | ---------------- | ---------------- | ---- |
| 2019年（令和元年） | 1,088            | 548              |      |
| 2020年（令和02年） | 1,464            | 365              |      |
| 2021年（令和03年） |                  | 444              |      |
| 2022年（令和04年） |                  | 612              |      |

備考
1. ↑  2019年10月1日開業。開業日から翌年3月31日までの計183日間を集計したデータ。

## 駅周辺
- 浦添大公園
  - 浦添城
  - 浦添ようどれ
  - 前田高地（ハクソー・リッジ）
  - 浦添グスク・ようどれ館
- 浦添運動公園（ANA SPORTS PARK浦添）
  - 浦添市民球場
  - 浦添市陸上競技場
  - 浦添市民体育館
- 浦添市美術館
- 浦添市てだこホール
- 浦添警察署
- 浦添郵便局
- 浦添市役所
- 浦添市立浦添小学校
- 浦添市立浦添中学校
- 浦添市立前田小学校

## バス路線
浦添前田駅バス停
- 47番・那覇てだこ線（那覇バス）
- 56番・浦添線　（琉球バス交通）
- 256番・浦添てだこ線　（琉球バス交通）

## その他
- 駅到着時の車内チャイムは、沖縄民謡の「めでたい節」を編曲したもの[17]。

## 隣の駅
沖縄都市モノレール
■沖縄都市モノレール線（ゆいレール）
経塚駅 (17) - 浦添前田駅 (18) - てだこ浦西駅 (19)

### 記事本文

### 利用状況
1. ↑  沖縄県統計年鑑 - 沖縄県
2. ↑  浦添市統計書 - 浦添市